# Ferdinand Fränzl
Ferdinand Fränzl (Schwetzingen, 20 de maig de 1767 – Mannheim, 27 d'octubre de 1833) fou un violinista, compositor i director d'orquestra alemany.
Fou deixeble del seu pare, Ignaz Fränzl que era també un distingit violinista i amb el que donà concerts per Alemanya, Àustria i Itàlia. El 1789 fou director d'orquestra de la cort de Baviera i el 1792 del teatre nacional de Frankfurt. El 1803 feu un viatge a Rússia com a concertista i el 1806 succeí a Cannabich com a director de la música de la cort i del teatre de l'Òpera alemanya de Múnic, sent jubilat el 1827. En aquest càrrec tingué molts alumnes i entre ells a Jakob Zeugheer (1805-1865).
Va compondre:
- 9 Concerts per a violí;
- un doble Concert per a dos violins;
- sis Quartets¡¡ per a instruments d'arc;
- duets i trios per a violins;
- una Simfonia, nombroses operetes i l'escena lírica Das Reich der Töne.